# Emulsie

A. Două lichide nemiscibile, dar încă nu emulsionate.
B. O emulsie în faza dispersată în faza continuă
C. O emulsie instabilă se separă progresiv
D. Surfactantul se poziționează pe sine între cele două faze, stabilizând emulsia

Emulsiile sunt sisteme lichide multifazice constituite din apă, ulei și surfactanți, constituind lichide unice, relativ izotrope optic și stabile termodinamic.
În general, emulsiile (simple sau multiple) prezintă stabilitate limitată. Pentru a forma emulsii utilizate pentru eliberarea medicamentelor, trebuie încetinită/micșorată destabilizarea cinetică prin utilizarea unor agenți tensioactivi de suprafață. Aceștia pot, de asemenea, să formeze ei înșiși emulsii caracterizate prin dimensiuni mici ale particulelor. Formarea sistemelor de acest gen reprezintă un proces complex, care implică generarea și stabilizarea unei noi interfețe ulei - apă.
Tipul de emulsie (apă/ulei sau ulei/apă) depinde de un număr de factori, incluzând surfactantul, raportul ulei-apă, temperatura, concentrația de sare și prezența unor cosurfactanți și alți cosoluți.

## Formare și stabilitate
Formarea unei emulsii presupune o creștere a suprafeței intefaciale dintre cele două faze nemiscibile, și este însoțită de o creștere a energiei libere. S-a sugerat că în cazul micșorării tensiunii interfaciale către zero, sistemele emulsifiază spontan, creând microemulsii. 
O emulsie poate fi obținută utilizând diferite procese, precum:
- auto-emulsifierea,
- omogenizarea,
- dispersia mecanică (metodă în una sau două etape).

Emulsiile sunt în general obținute prin procesul de dispersare cu ajutorul ultrasunetelor sau cu ajutorul Ultraturaxului. Procesul de emulsionare cu ultrasunete este prezentat schematic în figură.
Microcapsulele pe bază de emulsii multiple pot fi obținute cu succes și prin metoda „spray-drying”, având în faza apoasă externă un polimer adecvat, material pentru perete, la concentrație ridicată.
Emulsiile apă/ulei/apă se prepară, de preferință, urmând un proces de emulsificare în două etape, care permite un control mai bun atât al emulsiei simple, cât și al celei multiple. 
Emulsiile pot rămâne metastabile, rezistând un timp destul de lung pentru a fi folositoare în multe aplicații industriale, ca vopsele, acoperiri de suprafață, produse alimentare și cosmetice.
Încă nu este bine înțeles fenomenul de metastabilitate a emulsiilor. Totuși, s-au propus numeroase reguli pentru rezultatele experimentale obținute la formarea și distrucția unei emulsii simple (inverse și directe). Prima încercare de explicare a fost dată de regula Bancroft, conceptele HBL (balanța hidrofil-lipofilă) și PIT (temperatura inversiei de fază). Toate aceste se refereau la legătura dintre termodinamica surfactanților din faza continuă a emulsiei și topologia emulsiei (ulei/apă sau apă/ulei), care se formează și persistă.
Instabilitatea inerentă prezentată de emulsiile multiple poate fi observată la mai multe nivele: 
- între particulele mici interne
- între globulele mari
- între globule și particulele mici dispersate în ele

„Ruperea” emulsiilor multiple determină eliberarea substanței active din faza internă în faza externă într-un mod necontrolat. Astfel, utilizarea emulsiilor multiple ca produse comerciale este, de fapt, destul de restricționată. Urmărindu-se emulsiile duble la microscopul optic, se pot identifica două tipuri de instabilitate care sunt responsabile de evoluția emulsiilor multiple:
- coalescența particulelor mici interne cu globulele de interfață
- coalescența dintre particulele mici interne în interiorul globulelor uleioase

## Tipuri
Un interes crescut s-a arătat încă din 1925 asupra sistemelor cu structura multiplă (emulsii duble), întrucât au fost considerate potențiale rezervoare de substanță încapsulată ce poate fi eliberată în condiții variabile. Domeniile industriale au prezentat un interes evident către dezvoltarea tehnologică a acestor complexe, precum în industria alimentară (cercetare în produsele tip „light”, îmbunătățirea proprietăților organoleptice ale alimentelor, în mascarea gustului), industria cosmetică, agricultură și produse casnice.
Problemele asociate cu emulsiile multiple sunt numeroase și multe dintre ele sunt încă nerezolvate, deși există multă literatură asupra acestui subiect, în special în ultimele două decade. Într-adevăr, combinația de emulsifiere, precum și natura fazei uleioase, și procentele volumice ale diferitelor medii sunt parametri esențiali.
Cu toate acestea, o mare parte a aplicațiilor implică domeniul farmaceutic uman: emulsiile apă/ulei/apă au fost cele mai investigate ca vehicule potențiale ale medicamentelor hidrofile (vaccinuri, vitamine, enzime, hormoni), ce pot fi eliberate apoi progresiv. Și în prezent se acordă o mare importanță emulsiilor multiple. Substanțe active pot de asemenea migra din faza externă în cea internă a emulsiile multiple, funcționând în acest caz ca un rezervor de sorbție special, potrivit pentru detoxifiere (tratamentul supradozelor) sau, chiar și în alt domeniu, pentru îndepărtarea materialelor toxice din apele reziduale.
Impactul emulsiilor duble realizate ca sisteme de eliberare prezintă o importanță deosebită în domeniul eliberării controlate, pentru administrarea orală, topică sau parenterală, pe măsură ce mecanismele de stabilitate și eliberare sunt mai bine înțelese și monitorizate.
În ciuda stabilității lor finale, emulsiile și în special cele ulei/apă prezintă câteva avantaje ca sisteme de eliberare controlată. Uleiul utilizat pentru emulsiile farmaceutice este în general de origine naturală. 
În general, o dată preparate, emulsiile ar trebui să fie stabile pentru cel puțin 2 ani de stocare la temperatura camerei, fără o creștere considerabilă a mărimii particulelor sau formarea de particule mari (în special în cazul emulsiilor utilizate în eliberarea controlată parenterală).
Exemple de utilizare a emulsiilor:
1. nutriție
emulsiile sunt surse concentrate de calorii (mai mari decât proteinele și hidrocarburile), exercitând doar un mic efect negativ
emulsiile sunt capabile de a furniza acizii grași esențiali, pe care alte surse nu le pot furniza
2. diagnostic
3. vaccinuri (emulsiile pot prezenta efecte adjuvante)
4. substituenți sangvini (emulsii de fluorocarbon)
5. eliberare controlată de medicamente
emulsiile permit încorporarea de medicamente hidrofile / hidrofobe în cantități mari în particulele interne
medicamentul nu este în contact direct cu fluidele și țesuturile organismului
se poate atinge o eliberare controlată și susținută
prin modificări de suprafață a particulelor, se poate atinge eliberarea țintită la mai multe țesuturi
emulsiile pot furniza stabilitate chimică (de exemplu, pentru medicamentele care hidrolizează rapid în soluții apoase)
Deși sunt puțini autori care s-au ocupat de obținerea emulsiilor pe bază de polizaharide, ele prezintă numeroase avantaje, dintre care se pot enumera buna biocompatibilitate, biodegradabilitate, netoxicitate, și capacitatea de a forma rețele tridimensionale (gel), la care se adaugă, nu în ultimul rând, faptul că sunt materiale extrem de ieftine, găsindu-se în cantități uriașe în natură.

## Componenți
S-au preparat noi tipuri de sisteme, sub forma multimicrosferelor, pe bază de acetat de celuloză/chitosan, prin metoda emulsiei apă/ulei/apă. Concentrația de acetat de celuloză și raportul dintre componenți influențează mărimea particulelor și forma acestora. De asemenea, s-a analizat și procesul de încărcare cu clorură de ranitidină și eficiența eliberării acesteia.
Dziechciarek în 2002 a obținut microgeluri, pe bază de amidon, prin reticulare în emulsie. Acestea erau încărcate negativ (-50 mV), cu mărimea particulelor variind în funcție de tipul de agent de reticulare (cca. 0.25-10 microni).
Un alt studiu asupra microparticulelor pe bază de acetați de amidon le prezintă ca noi sisteme polimere biodegradabile, care au proprietate de degradare și umflare într-o manieră mai lentă decât amidonul nativ. Aceste microparticule au fost studiate pentru eliberarea medicamentoasă la nivelul epiteliului retinal.
De curând au fost obținute și caracterizate microsfere pe bază de amidon, pentru aplicații în ingineria tisulară [17]. Aceste microsfere au fost încărcate cu factori specifici de creștere. Ele au fost preparate prin tehnica de reticulare în emulsie la temperatura camerei, pentru a permite încărcarea de agenți biologic activi.
Studiile realizate asupra cineticii de eliberare au demonstrat că sistemul este dependent de tăria ionică a mediului de eliberare.
Sunt studii care au arătat că proteinele sunt capabile de a îndeplini atât rol de emulsifiant, cât și rol stabilizator. Polizaharidele de masă moleculară mare, pe de altă parte, modifică, în principal, reologia fazei disperse, afectând în acest fel flocularea și viteza de emulsionare. Polizaharidele de masă moleculară mare formează o rețea slabă tip gel în fază continuă, care prezintă viscozități ridicate și furnizează proprietăți elastice adiționale întregului sistem, astfel încât emulsionarea este puternic afectată.
Eficiența polizaharidelor la creșterea vâscozității soluțiilor apoase depinde de mărimea și forma moleculelor sale, precum și de conformația pe care o adoptă în solvent.

## Mod de acțiune
Emulsiile multiple prezintă deja numeroase avantaje în procesul de eliberare controlată in vitro. Puține studii s-au făcut asupra administrării topice a acestora. De fapt, există doar un singur raport publicat de Kundu și colab. în 1990, care arată că emulsiile multiple își eliberează conținutul cu viteză inferioară decât a soluțiilor, deși nu s-a făcut comparație cu emulsiile multiple [20].
Ca și lipozomii și microemulsiile, atât emulsiile apă/ulei, cât și cele ulei/apă, sunt de mare interes în eliberarea controlată dermică. Formulările emulsiilor utilizate în domeniul dermatologic sunt deseori foarte similare celor utilizate în produsele cosmetice, dar cu un „compus activ” diferit. Emulsiile ulei/apă sunt caracterizate de „senzația apoasă”, și mai important de ușurința de îndepărtare cu apa. Întrucât faza apoasă continuă este în contact cu aerul după administrare, există o evaporare continuă a apei și a altor componente volatile. Pe de altă parte, emulsiile apă/ulei prezintă de multe ori un efect de „catifelare” și se pot încărca cu medicament într-un procent ridicat. Ca și microemulsiile și lipozomii, eliberarea tisulară din emulsiile administrate dermic este o chestiune complicată, care depinde nu numai de partiția medicamentului între faza uleioasă și cea apoasă, de concentrația medicamentului și de concentrația și mărimea particulelor, ci și de interacția dintre surfactanții utilizați pentru stabilizarea emulsiei și lipidele stratului cornos [6].
Se utilizează diverși surfactanți pentru sistemele de eliberare dermică și pentru aplicațiile cosmetice (Tabel 1). Surfactanții etoxilați joacă un rol special ca emulsifiant în emulsiile de acest gen. Datorită naturii lor neîncărcate, aceste emulsii sunt compatibile atât cu surfactanți cationici, cât și cu surfactanți anionici, prezentând în același timp o foarte scăzută sensibilate la pH și săruri. Un avantaj în plus îl constituie faptul că acest tip de surfactant anionic determină o sensibilizare scăzută a pielii, datorită interacției aproape inexistente cu proteinele pielii. Dezavantajul major al acestui tip de surfactant este prezența unor cantități mici de dioxan, ca urmare a unor reacții secundare în procesul de etoxilare, precum și formarea de aldehide, ca rezultat al degradării oxidative parțiale a lanțurilor polietilenoxid după expunerea la oxigen și lumină. Din aceste motive, în ultimii ani, s-a încercat realizarea de surfactanți alternativi la cei pe bază de etilenoxid. În acest sens, surfactanții pe bază de zaharide sunt foarte promițători. 
Formulările utilizate în dermatologie sunt frecvent similare celor utilizate în produsele cosmetice, dar având în plus un compus activ. Emulsiile apă/ulei prezintă un efect de ‘catifelare’, fenomen dorit în cosmetică [11].
Stabilitatea microcapsulelor obținute astfel, poate fi observată prin modificările apărute la eficiența încapsulării de substanțe hidrofile în fază apoasă internă. Autorii care s-au ocupat de acest subiect au arătat că maltodextrina cu suprafață neactivă este un polimer mai potrivit pentru prepararea de microcapsule stabile decât guma arabică cu suprafață activă.